# Медведица (приток Вочи)
Медведица — река в России, протекает в Павинском районе Костромской области. Устье реки находится в 85 км по левому берегу реки Вочь. Длина реки составляет 11 км.
Исток реки находится в лесах на границе с Вологодской областью в 12 км к северо-западу от села Павино. Река течёт на юго-запад, затем — на юго-восток, крупных притоков нет. На реке стоят деревни Артюгино и Медведица. Впадает в Вочь у деревень Большая Медведица и Заречная Медведица в 8 км к северо-западу от Павина.

## Данные водного реестра
По данным государственного водного реестра России относится к Верхневолжскому бассейновому округу, водохозяйственный участок реки — Ветлуга от истока до города Ветлуга, речной подбассейн реки — Волга от впадения Оки до Куйбышевского водохранилища (без бассейна Суры). Речной бассейн реки — (Верхняя) Волга до Куйбышевского водохранилища (без бассейна Оки).
По данным геоинформационной системы водохозяйственного районирования территории РФ, подготовленной Федеральным агентством водных ресурсов:
- Код водного объекта в государственном водном реестре — 08010400112110000041172
- Код по гидрологической изученности (ГИ) — 110004117
- Код бассейна — 08.01.04.001
- Номер тома по ГИ — 10
- Выпуск по ГИ — 0